# Acacia subbinervia
Acacia subbinervia é uma espécie de leguminosa do gênero Acacia, pertencente à família Fabaceae.